# Walter Höijer
Walter Teodor Höijer, född den 7 mars 1892 i Tiflis, Ryssland, död 24 januari 1948, var en svensk direktör.

## Biografi
Walter Höijer var son till missionärerna Anna (född Dahlman) och Nils Fredrik Höijer. Han växte upp i Karlstad där han avlade studentexamen. Han blev fil. mag. efter studier i geografi och biologi vid Uppsala universitet. 
Walter Höijer kom in i statens verk vid folkhushållningskommissionen och blev amanuens i statistiska centralbyrån 1918 och i kontrollstyrelsen 1919. Han flyttade till Halmstad då han 1930 blev direktör för spritbolaget Pihl&Co (sedermera Systembolaget). Han var ledamot av styrelsen för Systembolagens arbetsgivareförening och kontrolldelegationen för västra Sverige. Han tillhörde länsnykterhetsnämnden i Halland län och styrelsen för Hallands nykterhetsnämnders länsförbund, nykterhetsnämnden och skolstyrelsen i Halmstad. Han var till fem–sex år före sin död ordförande i kristidsnämnden i Halmstad och chef för kristidsstyrelsens priskontrollbyrå. 
Höijer var sekreterare och intendent i Hallands konstförening. För sin personals trivsel bildade han Konstklubben vid Systembolaget, en av de första i sitt slag, likaså  Kamratgillet Pilträdet, en sammanslutning av personalen vid Halmstads systembolag med filialer. För Rädda Barnens verksamhet la han ner "gagneligt arbete" och tog initiativet till de sparbössor, som sen kom att finnas vid systembolagens kassor. 
I en tävling 1944 om att skriva "Hallandssången" vann Walter Höijer med En Hallandssång, ”Vinden och vågen" (tonsatt av Sven Welin). Han var gift med Hanna, född Bröms, Leksand, och de hade en dotter. Bland utmärkelser kan nämnas Pro Patrias stora guldmedalj och finska krigets minnesmedalj i brons.